# Eureka (base)
Eureka és una base de recerca científica situada a la península de Fosheim a l'illa d'Ellesmere, al territori canadenc de Nunavut. És la segona base científica més al nord del món (la primera és Alert). La població, de 8 persones, es va renovant de manera rotatòria. La base consta de tres parts: l'aeroport, amb el Fort Eureka (portat per militars), l'estació meteorològica i el laboratori de recerca atmosfèrica (PEARL).
Eureka es va fundar el 1947 i les observacions meteorològiques regulars s'iniciaren el 1948. La temperatura mínima registrada és de 55 °C sota zero (al febrer) i la màxima 20 °C positius el juliol. El clima correspon al tipus fred de tundra.
Tots els subministrament arriben per via aèria.

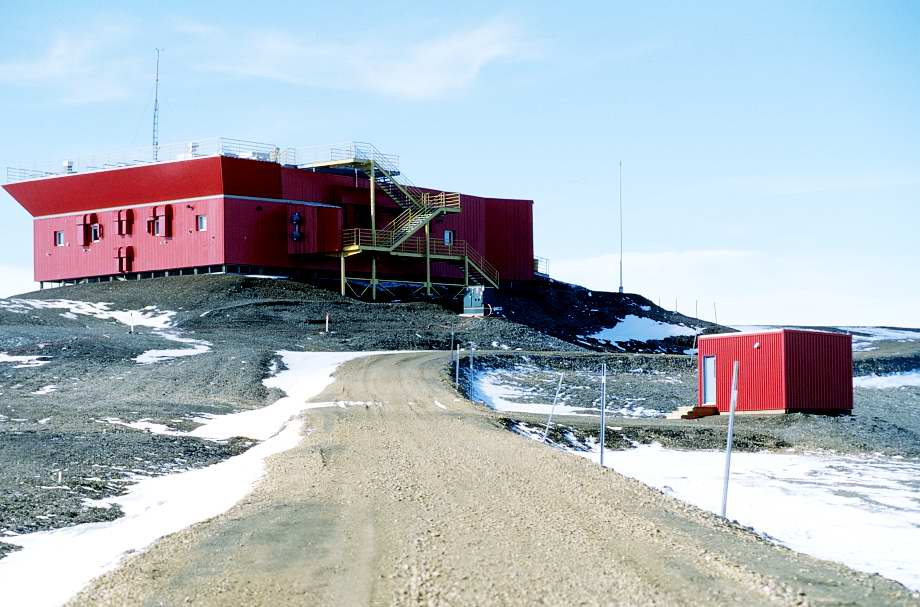
"PEARL", "Polar Environment Atmospheric Research Laboratory" Laboratori per a la detecció del canvi climàtic.